# Rolepa delineata
Rolepa delineata är en fjärilsart som beskrevs av Walker 1855. Rolepa delineata ingår i släktet Rolepa och familjen silkesspinnare. Inga underarter finns listade.